# Dreieinigkeitskirche (Weißenbrunn)

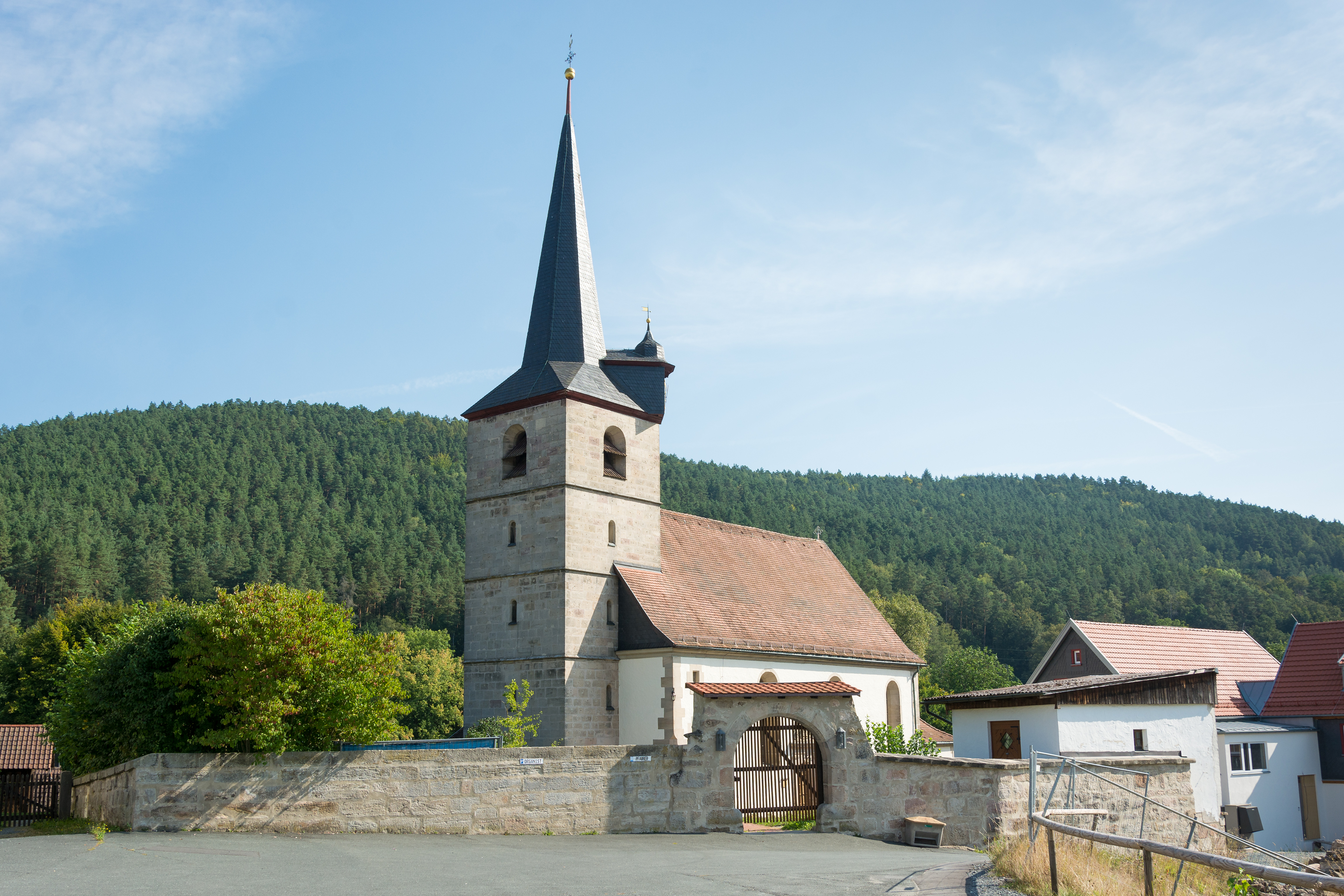
Dreieinigkeitskirche in Weißenbrunn

Die Dreieinigkeitskirche in Weißenbrunn, einer Gemeinde des oberfränkischen Landkreises Kronach, ist eine evangelisch-lutherische Kirche, die Ende des 17. Jahrhunderts entstand. Der vorherige Name der Pfarrkirche lautete Zur Heiligen Dreifaltigkeit. Die Kirchengemeinde gehört zum Dekanatsbezirk Kronach-Ludwigsstadt des Kirchenkreises Bayreuth der Evangelisch-Lutherischen Kirche in Bayern.

## Geschichte
Der Bau der ersten Kirche erfolgte vor 1350. Der mittelalterliche Kirchturm erhielt im 16. Jahrhundert sein Aussehen. Die älteste Glocke stammt von 1587. Die Freiherren von Redwitz führten 1557 die Reformation ein und ließen in den Jahren von 1698 bis 1699, unter Verwendung älterer Teile des vorherigen Baus, ein neues Langhaus errichten. Anfang des 18. Jahrhunderts entstand das Tonnengewölbe. Nach Plänen von Johannes Will folgte 1906 eine wesentliche Umgestaltung mit dem Anbau eines Chores im Osten, dem Neubau der Sakristei, dem Anbau eines Treppenhauses und dem Umbau der Emporen. Restaurationen wurden unter anderem 1733, 1906 und 1957 durchgeführt.

## Baubeschreibung
Die geostete Pfarrkirche steht im Nordteil des Ortes oberhalb vom Dorfplatz. Das verputzte und mit verzahnten Eckquadern aus Sandstein sowie verschieferten Giebeln versehene Kirchenschiff besteht aus einem eingezogenen, rechteckigen Chor mit einer Achse und einem Tonnengewölbe sowie dem dreiachsigen Langhaus mit Satteldach.
Der Innenraum des Langhauses wird von rundbogigen Fenstern belichtet und von den marmorierten Holzemporen geprägt. Diese sind an der Nord- und Westwand eingeschossig und an der Südwand zweigeschossig. Die untere Empore ruht auf gewundenen Holzstützen, die obere auf balusterförmigen. Im Ostabschnitt der Südempore befand sich die Herrschaftsloge. Das untere Brüstungsfeld zeigt das Wappen der Freiherren von Redwitz, vor dem oberen befindet sich ein Gebälk mit einem von Löwen gehaltenen Medaillon und einer Inschrift.
Ein hölzernes Tonnengewölbe, bemalt 1706 von Wolf Christoph Hornung, überspannt das Langhaus. Es zeigt auf blauem, mit goldenen Sternen besetztem Grund den Auferstandenen, die vier Evangelisten, Gewölk und Engel, davon zwei mit Wappen von Hans Ulrich von Redwitz und Sophia Margaretha von Redwitz, gebürtige von Aufseß. Das rundbogige Südportal hat eine Sandsteinrahmung und besteht aus Pilastern und verkröpftem Gebälk sowie einem Aufsatz mit dem Doppelwappen von Redwitz und von Aufseß, umgeben von Voluten und flachem Giebel.
Der fünfgeschossige Kirchturm steht an der Westseite des Kirchenschiffes. Er besteht aus Sandsteinquadern, die Obergeschosse sind durch Kehlgesimse geteilt. Auf der Südseite ist ein rundbogiger Eingang vorhanden. Im obersten Geschoss mit dem Geläut sind nach allen Seiten rundbogige Schallfenster mit schrägen Gewänden angeordnet. Ein achteckiger, verschieferter Spitzhelm bildet den oberen Abschluss. Gegen Südosten ist ein Uhrerker mit dreiseitig vorgezogenem Dach angeordnet.

## Ausstattung

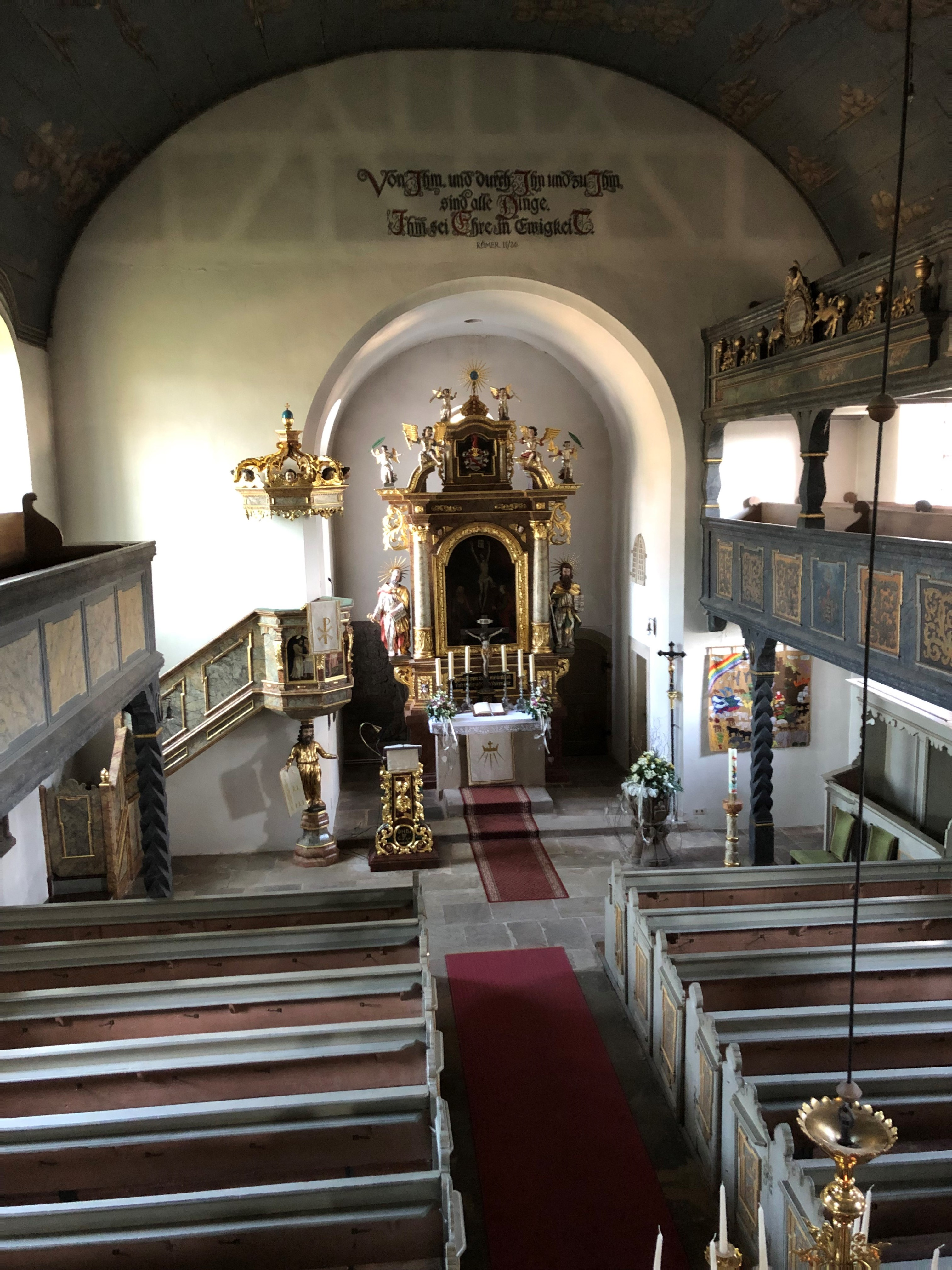
Innenraum

Der Altar besteht aus einem modernen Sandsteinstipes mit einer Mensa, auf der sich ein zweisäuliger Holzaufbau von Johann Dümlein aus dem Jahr 1672 befindet. Das Altarbild wird auf den Anfang des 18. Jahrhunderts datiert und zeigt eine Kreuzgruppe. Es wird von Holzfiguren der Heiligen Petrus und Paulus flankiert. Der Altarauszug enthält ein reliefiertes Wappen der Freiherren von Redwitz.
Das Sakramentshaus in der Langshausnordwand wird auf das 15. Jahrhundert geschätzt und wurde vom mittelalterlichen Vorgängerbau übernommen, genauso wie der mit der Jahreszahl 1582 bezeichnete Taufstein. Das hohe, achteckige Taufbecken steht auf einem geschweiften Fuß und wird an den Seiten von Engeln mit Wappen verziert. Grabdenkmäler der Freiherren von Redwitz aus dem 16. bis 18. Jahrhundert, darunter zehn Bronzetafeln mit Wappenreliefs, befinden sich außerdem in der Kirche.

### Orgel
Eine Orgel stellten 1766/1767 die Brüder Wagner auf. Der fünfteilige Orgelprospekt ist mit Rocailledekor verziert und steht auf der Westempore. Am hohen Mittelteil befindet sich das Wappen derer von Redwitz. Hinter dem Rokoko-Prospekt baute 1906 der Nürnberger Orgelbauer Johannes Strebel eine zweimanualige Orgel mit 13 Registern auf. Seit späteren Umbauten hat das Instrument 16 Register auf zwei Manualen und Pedal.

### Glocken
Im Kirchturm hängen drei Glocken. Die Große Glocke oder Vaterunserglocke wurde 1587 bei Melchior Moerinck in Erfurt gegossen. Sie ist mit dem Redwitzischen Wappen und dem Bildnis des heiligen Kilian verziert und trägt am Hals die Inschrift: „MELCHIOR MOERINCK IN ERFFURT GOS MI(?)C IN WISSENBRUNN HANG ICH ° MEINEN KLANCK GEBE ICH ° ALLEN CHRISTEN RUFE ICH °“.
| Glocke | Gussjahr | Gießer                       | Durchmesser | Schlagton |
| ------ | -------- | ---------------------------- | ----------- | --------- |
| 1      | 1587     | Melchior Moerinck, Erfurt    | 1022 mm0    | g1 +6     |
| 2      | 1674     | Georg Werter, Coburg         | 861 mm      | c2 +5     |
| 3      | 1739     | Johann Andreas Mayer, Coburg | 646 mm      | es2 +60   |